# Râul Mărgăuța
Râul Mărgăuța este un curs de apă, afluent al râului Săcuieu.

## Hărți
- Harta județului Cluj